# Xian de Duchang
Le xian de Duchang (都昌县 ; pinyin : Dūchāng Xiàn) est un district administratif de la province du Jiangxi en Chine. Il est placé sous la juridiction de la ville-préfecture de Jiujiang.

## Démographie
La population du district était de 678 880 habitants en 1999.